# Margaux Isaksen
Pour les articles homonymes, voir Isaksen.
Margaux Isaksen, née en 1991, est une pentathlonienne américaine.

## Palmarès
| Discipline/Année                         | 2008 | 2009 | 2010 | 2011 | 2012 | 2013 | 2014 | 2015 | 2016 |
| ---------------------------------------- | ---- | ---- | ---- | ---- | ---- | ---- | ---- | ---- | ---- |
| Jeux olympiques Individuel               | 21e  | -    | -    | -    | 4e   | -    | -    | -    | 20e  |
| Championnats du monde seniors Individuel | -    | -    | -    | -    | -    | -    | 8e   | -    | -    |
| Championnats du monde seniors Équipe     | -    | -    | -    | -    | -    | -    | -    | -    | -    |
| Championnats du monde seniors Relais     | -    | -    | -    | -    | -    | -    | -    | -    | -    |
| Jeux panaméricains Individuel            | -    | -    | -    | 1e   | -    | -    | -    | -    | -    |

Ce palmarès n'est pas complet